# مارتی فلدمن
مارتی آلان فلدمن (انگلیسی: Marty Feldman؛ زاده ۸ ژوئیهٔ ۱۹۳۴ درگذشته ۲ دسامبر ۱۹۸۲) یک هنرپیشه و کمدین اهل ایالات متحده آمریکا بود.

## مرگ
وی پس از خوردن صدف دریایی از نوع سمی، به علت مسمومیت ناشی از سم آن درگذشت.